# Missing Link
Ein Missing Link (englisch für „fehlendes Bindeglied“) ist eine noch unentdeckte fossile Übergangsform zwischen entwicklungsgeschichtlichen Vor- und Nachfahren, die aufgrund evolutionstheoretischer Überlegungen vorhergesagt worden ist und die Überlieferungslücke im Fossilbericht schließen würde. Ein solch verbindender Fund hat Mosaikformcharakter, d. h. das Fossil zeigt sowohl Merkmale der älteren als auch der jüngeren Form. Hierfür wird inzwischen die Bezeichnung Connecting Link („Bindeglied“) bevorzugt. Im Englischen wird der Ausdruck missing link oft im außerwissenschaftlichen Bereich beibehalten. Er bezeichnete ursprünglich das Fehlen einer Zwischenform in der Entwicklungsreihe vom menschenaffenähnlichen Vorfahren zum Menschen (Hominisation).

## Historisches
Der englische Geologe Charles Lyell verwendete die Bezeichnung Missing Link erstmals im Jahre 1851, um fehlende Schichtglieder der Historischen Geologie zu diskutieren. Im heutigen Verständnis – für vermutete Übergangsarten zwischen chronologisch trennbaren Taxa – tritt Missing Link erstmals in seinem Werk Geological Evidences of the Antiquity of Man aus dem Jahre 1863 auf. Zuvor hatte bereits 1860 William Hopkins die Bezeichnung auch auf fossile Lebewesen angewandt, während Charles Darwin in seinem bahnbrechenden Werk On the Origin of Species (1859) noch von Transitional Fossils („Übergangsfossilien“) sprach. In den Folgejahren übernahmen Darwin, Thomas Henry Huxley und der deutsche Ernst Haeckel die Bezeichnung Missing Link für das vermutete fehlende Bindeglied zwischen Affen und Menschen (wobei die Verwendung in diesem Sinne spätestens seit 1866 belegt ist).
Anfänglich wurden Missing Links oft als Gegenargument zu Darwins Theorie verstanden; selbst heute noch werden sie manchmal fälschlicherweise so dargestellt. Wissenschaftlich gesehen haben sie sich jedoch zu einer Erfolgsgeschichte entwickelt: Durch weit über 1000 ehemalige Missing Links, die bis heute gefunden wurden, hat sich die Evolutionstheorie auf überzeugende Weise bewährt.
Einer der spektakulärsten Funde war die Entdeckung des Urvogels Archaeopteryx im 19. Jahrhundert, der Dinosaurier- und Vogel-Merkmale in sich vereint. Eine Bauplanmodifikation ermöglichte eine so große Umstellung in der Lebensweise, dass sich die Abstammungslinie der entstehenden Vögel explosionsartig entwickelte. Nachträglich betrachtet sind aus dieser kurzen Zeit wenige Fossilien erhalten, so dass es zunächst den Anschein hatte, der Urvogel sei spontan mit vielen Veränderungen gleichzeitig aufgetreten. Inzwischen ist es trotzdem möglich, die Entwicklung von Federn anhand von Fossilien bis zu bodenbewohnenden Sauriern zurückzuverfolgen.
Auch Fische wie Acanthostega (ein Vorläufer der Amphibien) oder die Schnecke Neopilina galatheae (ein Bindeglied zwischen Weichtieren und Ringelwürmern) sind Mosaikformen und belegen, dass es im Rahmen der Makroevolution zahlreiche fließende Übergänge zwischen verschiedenen Organismengruppen gibt.

## Bedingungen, die die Fossilisation beeinflussen
Von der Evolutionstheorie vorhergesagte Entdeckungen von Missing Links waren und sind in der Praxis selten zu finden. Dies resultiert aus verschiedenen Umständen:
- Die Fossilisation läuft über die geologischen Zeiträume kumulativ ab und lagert Organismen nach zahlreichen spezifischen Bedingungen ein, die sich aus geologischen, biologischen und zufallsbedingten Gegebenheiten ableiten.
- Die Mosaikformen zwischen Taxa existieren meist nur eine sehr kurze Zeit, da sich die abgespaltenen Linien physiologisch rasch verändern. Dies ist insbesondere dann so, wenn ein wichtiges Merkmal der neuen Abstammungslinie weitgreifende Veränderungen in der Lebensweise ermöglicht, da dann sehr rasch andere Merkmale nachziehen und den Bauplan in die später bekannte Form überführen. Deshalb stehen gerade in der Abspaltung neuer Abstammungslinien und modernerer Baupläne nur kurze Zeitspannen zur Fossilisation von Individuen zur Verfügung.
- Geologisch müssen Sedimente vorhanden sein, die die Einbettung von Fossilien ermöglichen. Dies ist beispielsweise in Schwemmland gegeben. Nicht aber in Gebirgsregionen, da dort das geologische Substrat vornehmlich abgetragen wird.
- Ebenfalls geologisch bedingt ist das Schicksal der entstehenden Sedimente. Gelangen sie im Laufe der Zeit in zu große Tiefe, werden die Gesteine umgebildet (Metamorphgesteine) und verlieren alle Fossilien. Auch Magmatite wie Granit, Basalt können keine Fossilien enthalten.
- Biologische Bedingungen bestehen darin, dass die Individuen nach ihrem Absterben nicht von anderen Zeitgenossen entdeckt, gefressen und zerstreut werden. Dies ist pro Tierart und Lebewelt stark unterschiedlich.
- Bei einigen Spezies oder Gruppen ist die Wahrscheinlichkeit zu fossilisieren gering, weil sie lediglich aus Weichteilen bestehen.
- Viele Fossilien wurden durch Erosion und tektonische Bewegungen zerstört.
- Die meisten Fossilien liegen nur als Fragmente vor.
- Wenn sich die Umweltbedingungen ändern, wird die Population einer Spezies stark dezimiert. Daher ist die Wahrscheinlichkeit gering, dass die evolutionären Änderungen fossilisieren, die durch diese neuen Bedingungen hervorgerufen werden.
- Die meisten Fossilien bewahren nur Merkmale ihrer externen Form aber wenig darüber, wie der Organismus funktioniert hat.
- Wenn wir die heutige Biodiversität mit dem Fossilbericht vergleichen, legt dies die Vermutung nahe, dass die bislang entdeckten Fossilien nur einen kleinen Teil der großen Anzahl an Spezies repräsentieren, die in der Vergangenheit gelebt haben.

## Derzeitiger Stand
Es gibt immer noch zahlreiche Entwicklungsformen, von denen noch kein Fossil entdeckt wurde. Aufgrund der Weiterentwicklung der Evolutionstheorie gegenüber dem 19. Jahrhundert hat die Bezeichnung Missing Link aber innerhalb der Evolutionsbiologie jegliche Brisanz verloren. War zur Zeit ihrer erstmaligen Deutung als „Übergangsfossilien“ noch die Stichhaltigkeit der Abstammungstheorie umstritten, vertrauen Biologen heute darauf, dass sich mit der Zeit und dem ständig steigenden Fossilienaufkommen die gesuchten Belege einstellen werden. Insbesondere die Erkenntnis, dass die Evolution nicht notwendigerweise immer allmählich und mit gleichmäßiger Geschwindigkeit abläuft, sondern mitunter auch sehr schnell vonstattengehen kann, hat die Bedeutung der Missing Links reduziert. Hinzu kommen genetische Methoden der Verwandtschaftsbestimmung, die zunehmend in den Vordergrund treten.

## Genetik und Missing Links
Die fossilen Missing Links stellen heute nur eine Fragestellung der Paläontologie dar. Daneben treten die Erkenntnisse der Genetik in den Vordergrund. Auch hier wird beständig nach Übergangsreihen von Mutationen gesucht. Man kann mit ihnen die Verwandtschaft zweier beliebiger rezenter Lebewesen bestimmen. Die fossilen Lebewesen lassen sich damit allerdings nur indirekt einordnen.

## Sprachforschung
In Anlehnung an Huxleys Wortschöpfung wird Missing Link auch in der Sprachforschung verwendet.